# Gorges de la Jonte
Les gorges de la Jonte sont des gorges françaises du Massif central méridional, façonnées par la rivière Jonte.

## Géographie
Situées en France dans le sud du Massif central, ces gorges ont été façonnées par la Jonte qui prend sa source dans le massif de l'Aigoual, à une altitude de 1440 mètres, et se jette dans le Tarn au bourg du Rozier. Les gorges forment un véritable canyon analogue à celui du Tarn tout proche mais un peu moins profond (entre 300 et 450 mètres) et moins long (20 km). Elles sont bordées au nord par le causse Méjean et au sud par le causse Noir.
Les gorges sont entièrement creusées dans les couches calcaires du Dogger à l'exception du sommet des versants qui date du Jurassique supérieur.

## Tourisme

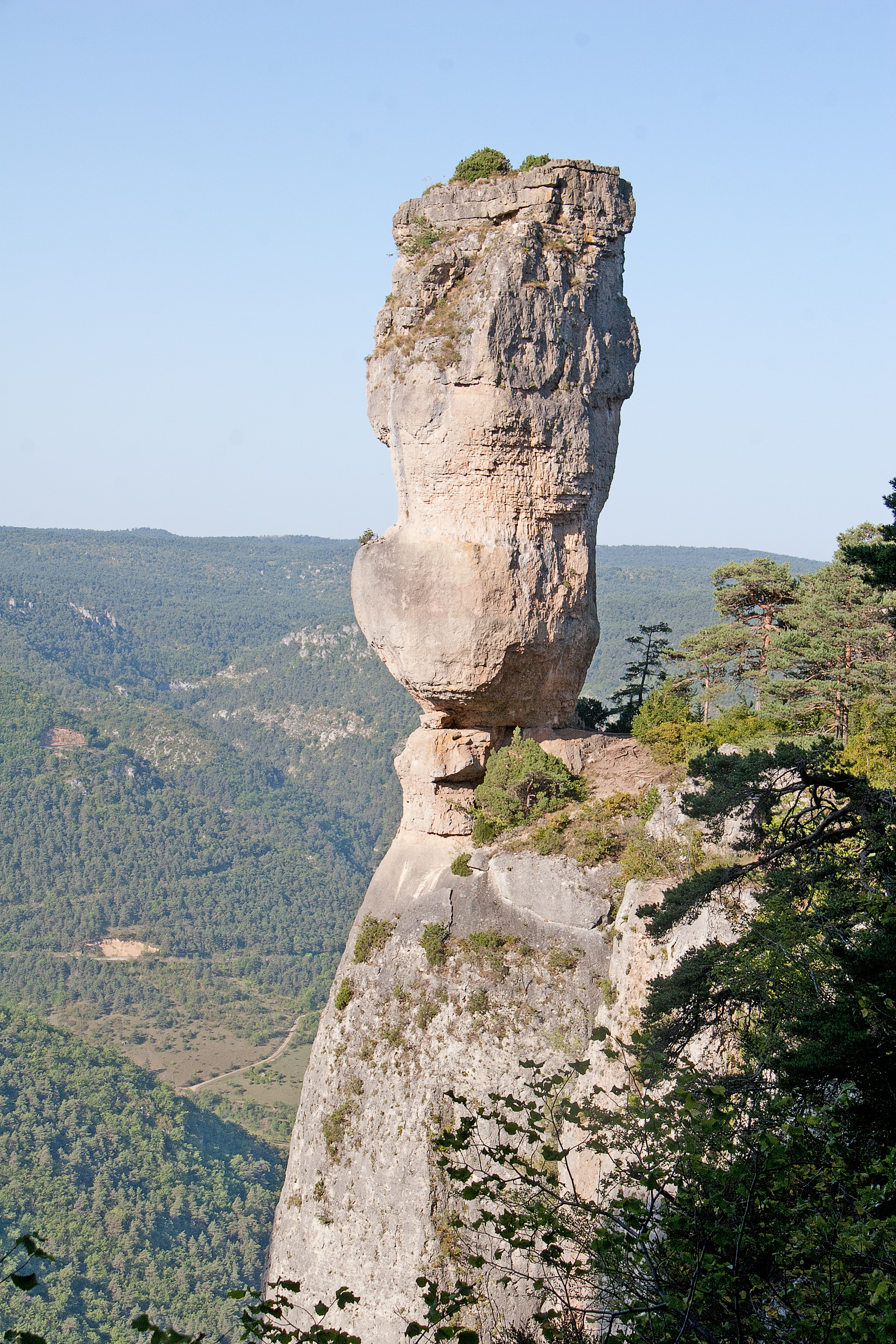
Le rocher du vase de Sèvres perché au-dessus du vide.

Situées aux limites du parc national des Cévennes et du parc naturel régional des Grands Causses, en cours de labellisation « Grand site de France », encaissées entre le causse Méjean et le Causse Noir, les gorges de la Jonte sont sauvages et peu habitées par l'Homme. De nombreuses randonnées au départ du Rozier ou du causse Méjean les surplombent et permettent de visiter les nombreuses curiosités qui jalonnent les gorges tels que le balcon du Vertige, le vase de Sèvre, le vase de Chine ou les Terrasses.
Des visites payantes sont possibles dans la Maison des vautours.
De nombreuses falaises sont équipées pour l'escalade en faisant un lien avec celles voisines des gorges du Tarn et celle des gorges de la Dourbie. Une manifestation sportive existe autour de ces lieux, le « Roc trip du Boffi ».

## Faune
Enfin, les gorges de Jonte sont le berceau depuis 1970 du premier programme réussi de réintroductions des vautours fauves. Depuis les vautours moines (plus grand oiseau arboricole d'Europe) ont été réintroduits avec succès ; par la suite les vautours percnoptères (migrateurs sub-sahariens) ont fait spontanément leur réapparition. En 2005, la population de vautours fauve sédentaire sur le site était estimée entre 130 et 140 couples et une vingtaine de couple pour les vautours moines.

### Activités

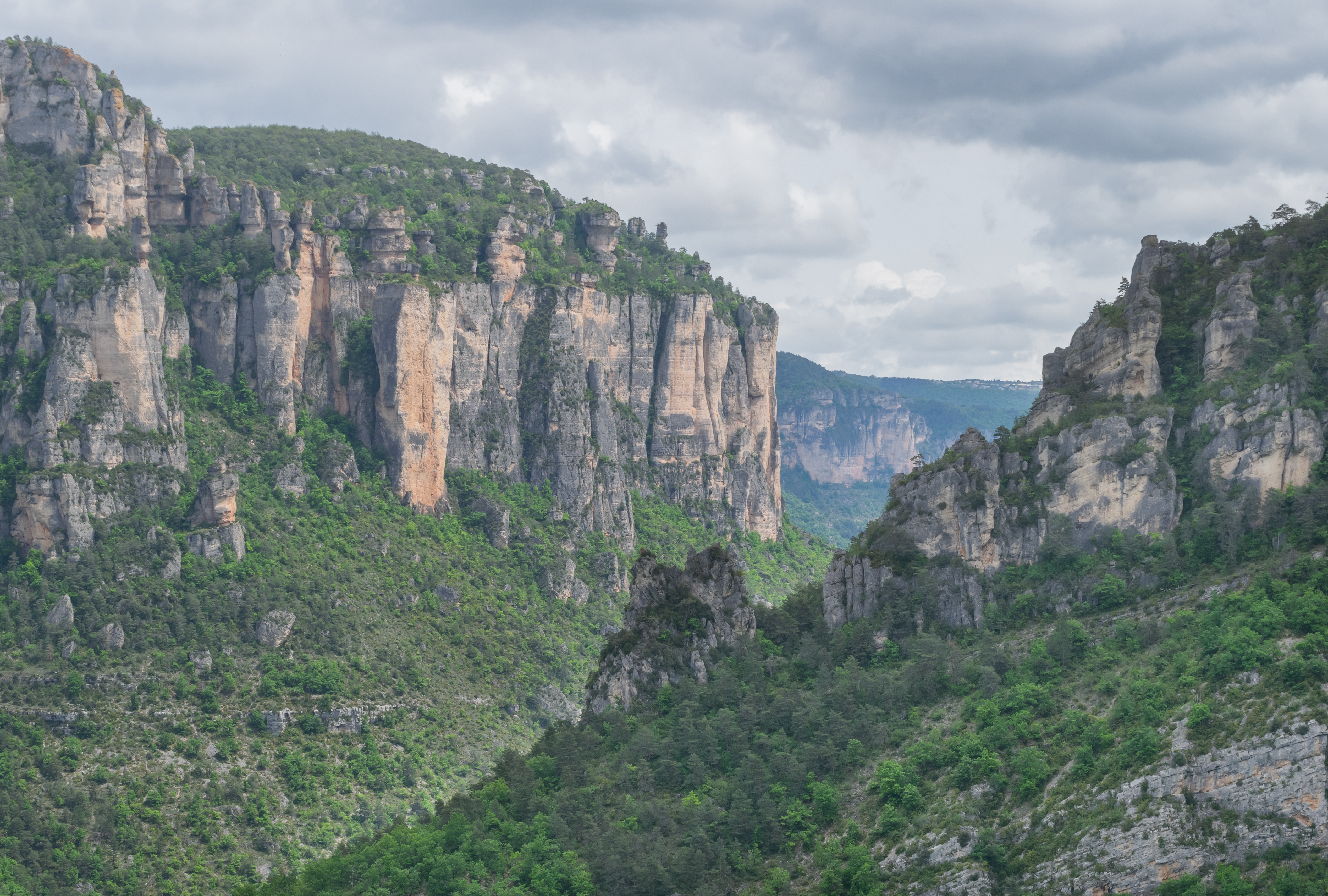
Falaises au niveau du village du Rozier non loin de la confluence avec le Tarn.

- chasse
- pêche
- tourisme rural
- tourisme vert
- randonnée pédestre
- escalade

## Cinéma
Les falaises des gorges ont servi de cadre pour une scène de descentes en rappel du film d'André Hunebelle : Le Miracle des loups en 1961.